# O Sepulcro do Gigante na Sibéria
O Sepulcro do Gigante na Sibéria, a Pedra Suspensa (em russo:  Висячий камень) é uma rocha de granito de 500 toneladas no Parque Natural de Ergaki, aparentemente pendurada 1,000 m (3,300 ft) acima do Lago Raduzhnoye. Considerada uma das maravilhas da vastidão siberiana, pende na beirada de um precipício, parecendo perigosamente próxima de rolar ribanceira abaixo. Possui uma área de contato com o chão de apenas um metro quadrado.

## Fundo
A Pedra Suspensa fica à beira de um penhasco acima do Lago Raduzhnoye (Lago Arco-Íris) no oeste das Montanhas Sayan em Krasnoyarsk Krai, Rússia. A pedra é uma atração no Parque Natural de Ergaki.

## Lenda
Acredita-se que a lenda da pedra vem dos povos turcos e dos aborígenes Sayan. Diz-se que o mundo acabará quando a pedra cair. A área apresenta uma cadeia de pedras ou uma crista que parece ser a silhueta de um homem deitado de costas, que supostamente representa uma pessoa da lenda conhecida como "Sayan Adormecido". A lenda local afirma que quando a pedra cair no Lago Raduzhnoye, o Sayan Adormecido acordará. Outra lenda dita que a pedra monolítica é o coração do Sayan Adormecido. As pessoas dizem que a pedra vibra, o que é uma evidência do coração a bater. Algumas pessoas também acreditam que a rocha pode representar o herói mítico russo Svyatogor.
Segundo essa crença, no dia em que a pedra rolar, o imenso órgão voltará a bater, tornando-se carne uma vez mais. Se chegar ao lago Voromyn que fica no vale abaixo e onde supostamente os ossos do gigante repousam, voltará à vida.
Uma variação desse mito afirma que a rocha em si é o coração do Gigante Sayan, arrancado do peito dele ainda pulsando. Ele teria se transformado numa gigantesca rocha de granito.

As tribos de nômades siberianos conhecem essa rocha há milénios.
Acreditavam que ela havia sido posta ali por uma raça de gigantes que a arrastaram pelo campo e a posicionaram como uma vigia do vale abaixo, considerado por eles, sagrado. Se qualquer pessoa tentasse colonizar o vale, erguendo construções no seu comprimento, os gigantes fariam a pedra rolar, a empurrando e arrasando tudo no seu caminho, matando quem ousasse colonizar aquele território proibido.
Vários grupos de turistas tentaram desalojar o marco empurrando-o montanha abaixo, mas sem sucesso. Algumas pessoas até fizeram uso de guinchos e macacos para tentar desalojar a pedra. Não se mexeu; é suportado por lascas de pedra que suportam a sua base. Arqueólogos acreditam que sacrifícios animais (cabras, ovelhas e até renas) e possivelmente de seres humanos, aconteciam na base do pedregulho. Segundo alguns, era capaz de sorver o sangue derramado sobre ela, "bebendo o precioso líquido, como se fosse uma enorme esponja".
Ossos de animais e pessoas encontrados nos arredores parecem corroborar essa teoria. O paredão rochoso onde pende a titânica pedra apresenta ainda vários pontos que foram escavados e onde povos antigos depositaram seus sacrifícios na forma de peles, chifres de renas e até presas de mamutes. Alguns chefes tribais e feiticeiros importantes também receberam a honra de serem enterrados nessas grutas.
Muitos povos supersticiosos temem que a rocha siberiana representa um alerta para o fim dos tempos. Ao longo de séculos se sedimentou a crença de que o dia em que a rocha rolar, o fim dos mundo estará próximo. Outros creem que de baixo da pedra reside um mal ancestral que foi aprisionado ali quando o mundo ainda era jovem. Se um dia a pedra for removida de sua posição, esse mal se verá livre de sua prisão disposto a condenar o homem a uma era de sofrimento e dor. Outra lenda interessante afirma que a Pedra marca a Sepultura do Gigante Adormecido Sayan, o Mestre da Caçada da Taiga. Essa era uma figura dominante entre os povos nômades que jamais o veneraram como um Deus, vendo-o mais como um monstro aterrorizante. Vagava pela taiga com sua enorme lança, capaz de empalar cervos e com seu magnífico arco que lançava flechas do tamanho de um homem através de enormes distâncias. Diz o mito que os homens aprenderam a caçar e construir arcos assistindo o gigante em ação. Ao longo de milénios, Sayan teria dominado toda a vastidão da Sibéria, caçando e se alimentando dos animais locais e afligindo os povos nômades que eram obrigados a render a ele tributo na forma de sacrifícios e peles. Quando a caça se tornava escassa, o gigante demandava carne para saciar o seu apetite e se não houvesse animais, mulheres e crianças eram oferecidas. A área também sofre sismos frequentes, mas a pedra não se moveu, até 2024.

## Descrição

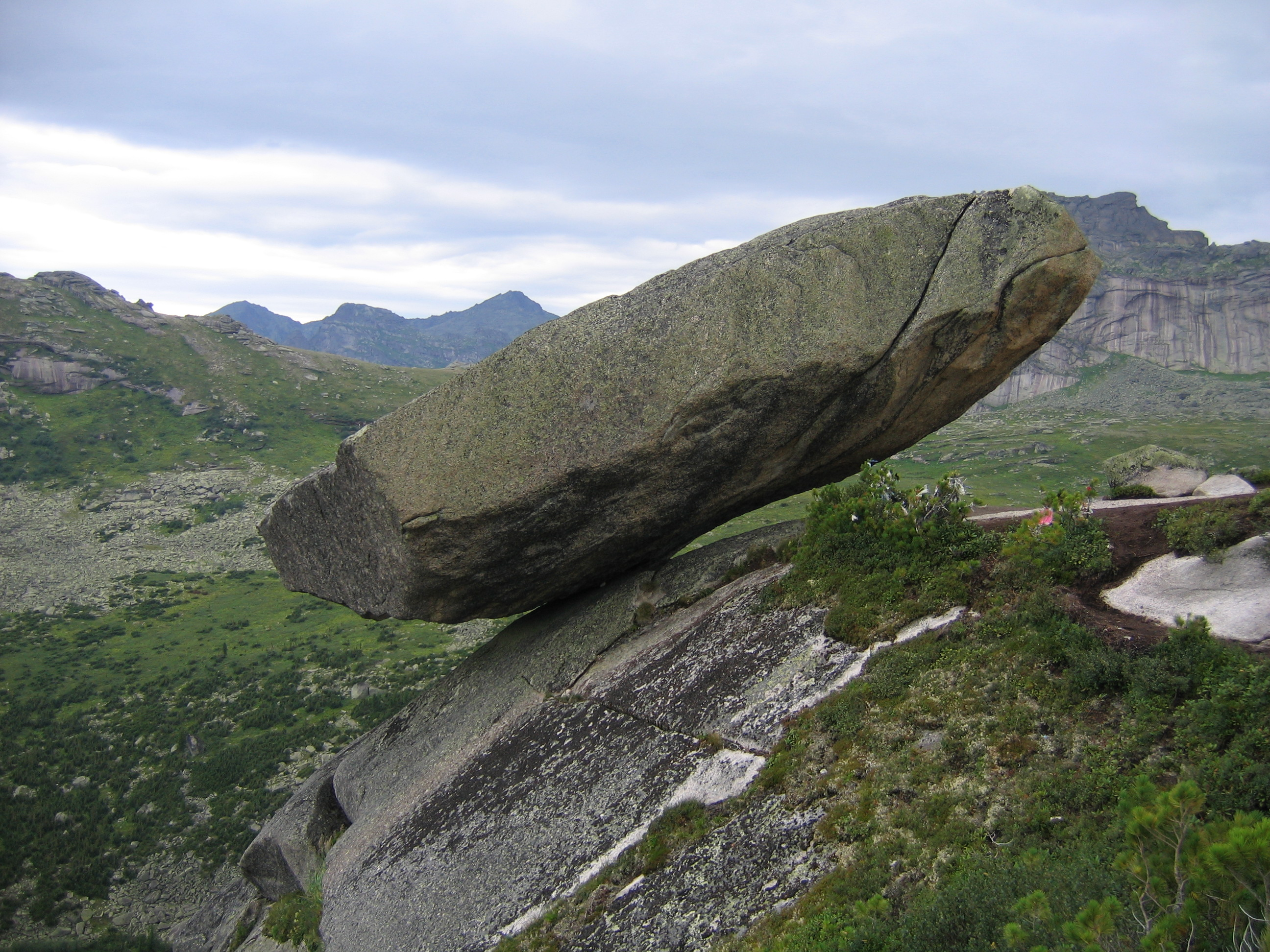
A Pedra Suspensa, Western Sayan, montanhas Ergaki

A pedra está pousada num precipício, dando a impressão de que pode cair. O peso da pedra está estimado em 500 toneladas. Está posicionado a aproximadamente 1.000 m (3 ft 3.4 in) acima do lago. A pedra tem 15 m (49 ft) de comprimento. Entretanto, a pedra terá supostamente balançado, mas com o tempo encarquilhou ali  e fixou a pedra num só local.
Existe um trilho que leva até à pedra que pode ser percorrido entre junho e setembro. O trilho tem 12 km (7.5 mi) de extensão e demora cinco a sete horas. O Parque Natural de Ergaki cobra 4.800 rublos por uma visita guiada para visitar a pedra. O clima na região muda rapidamente e pode até receber neve no mês de Junho.